# Il sole è di tutti
Il sole è di tutti è un film italiano del 1968 diretto da Domenico Paolella.

## Trama
Un gruppo di ragazzi induce alcune ragazze ad innamorarsi di loro inviando delle lettere in cui viene detto alle ragazze che essi hanno ereditato una proprietà.